# Cap d'Estaques
El Cap d'Estaques és una muntanya de 1.354 metres que es troba entre els municipis de Lladurs i d'Odèn, a la comarca catalana del Solsonès.